# ورزشگاه ال سادار
ورزشگاه ال سادار (به اسپانیایی: Estadio el sadar) با ظرفیت ۲۳٬۵۷۶ نفر یکی از ورزشگاه‌های فوتبال کشور اسپانیا است که در شهر پامپلونا ایالت نابارا واقع شده‌است. این ورزشگاه در سال ۱۹۶۷ بازگشایی شد و در حال حاضر بازی‌های خانگی اوساسونا در آن برگزار می‌گردد. این ورزشگاه از سال ۲۰۰۵ به رینو د ناوارا تغییر نام داد و در سال ۲۰۱۲ دوباره به نام اولیه خود بازگشت.
در اسپانیا استادیومهای زیادی هست که به پر سر و صدا بودن و حضور هواداران پرشور معروفند. اما استادیومی که بر اساس آمار رسمی و بر اساس معیار دسی‌بل اندازه‌گیری شده، در صدر فهرست قرار می‌گیرد ورزشگاه ال سادار، خانه باشگاه اوساسونا است. ر آخرین هفته فصل ۲۰۰۸–۲۰۰۹ اوساسونا در خانه در حالی به مصاف رئال مادرید رفت که برای باقی ماندن در لالیگا به یک پیروزی نیاز داشت و هر نتیجه دیگری به سقوطش منجر می‌شد. آنها در حالی وارد این بازی شدند که در رتبه هیجدهم جدول قرار داشتند. پیروزی دراماتیک ۲–۱ اوساسونا در آن روز و تساوی ختافه و تساوی رو در روی بتیس و وایادولید باعث شد اوساسونا با سه پله صعود فصل را در رتبه پانزدهم تمام کرده و در لالیگا ماندگار شود.
۱۹هزار تماشاچی حاضر در استادیوم از خود بیخود شده بودند و صدای شادی آنها ۱۱۵٫۱۷ دسی‌بل ثبت شد. این صدایی است که شدت آن با صدای یک موتور جت برابری می‌کند. رکوردی که تا امروز به عنوان بلندترین صدای ثبت شده در تاریخ لالیگا پابرجا مانده‌است. رکورد قبلی ۱۱۲ دسیبل بود که در سال ۲۰۰۰ در ال‌کلاسیکو ثبت شده بود. در همان روزی که لوئیس فیگو بعد از انتقال جنجالی‌اش به رئال مادرید، به نوکمپ بازگشته بود. در این دیدار تاریخی جواد نکونام ملی پوش کشورمان هم با پیراهن اسپانیا در میدان حضور داشت و یک کارت زرد از داور دریافت کرد. ولی تنها فوتبالیست ایرانی اوساسونا در آن روزها نکونام نبود. مسعود شجاعی هم در این بازی تاریخی فیکس اوساسونا بود و در دقیقه ۷۹ تعویض شد و جای خود را به کیکه سولا داد.